# Nicola Serino
Nicola Serino (Castellaneta, 1876 – Resina, 27 giugno 1926) è stato un antifascista e sindacalista italiano,  dirigente nazionale dello SFI.

## Biografia
Serino nacque a Castellaneta da Vincenzo e Rosa Gallicchio, frequentò il III Ginnasio ed era iscritto al Partito Socialista.
Nel 1914 giunge a Bologna per lavorare nelle ferrovie. Ma è immediatamente retrocesso di grado e spedito per punizione a Modica, in Sicilia, per aver preso parte attiva agli scioperi della settimana rossa.
Nel 1917, mentre è in atto la guerra dell'Italia contro l'Austria, rientra a Bologna dove viene nominato segretario provinciale dello SFI, il sindacato dei ferrovieri, e dirigente nazionale della stessa organizzazione.
Nelle elezioni comunali di Bologna del 1920, vinte dai socialisti viene eletto consigliere. Il 21 novembre del 1920, mentre si svolgeva la cerimonia di investitura della giunta socialista a Palazzo d'Accursio, nel corso degli scontri rimase ucciso sull'avvocato Giulio Giordani, consigliere comunale liberale e vennero fatte esplodere alcune bombe sulla folla. I morti sono una decina; i feriti più di sessanta. I fascisti per un intero mese si scatenarono una vera e propria caccia ai socialisti.
Serino viene duramente perseguitato e nel 1922 è nuovamente retrocesso di grado per aver sospeso il lavoro in occasione della festa del 1º maggio.
L'anno seguente, viene retrocesso da conduttore capo a semplice conduttore per aver partecipato e organizzato lo Sciopero legalitario indetto dall'Alleanza del Lavoro. A luglio viene licenziato per scarso rendimento sul lavoro, e in agosto viene sottoposto a processo penale e condannato a 3 mesi di sospensione dal lavoro e a 500 lire di multa. Il 7 ottobre dello stesso anno Serino viene arrestato senza una specifica imputazione ed è rispedito al suo paese d'origine, Castellaneta, con foglio di via obbligatorio.
Per sottrarsi al clima di perdurante persecuzione a cui è sottoposto, si trasferisce a Resina oggi Ercolano (NA), dove, muore il 27 giugno 1926, all'età di 50 anni.